# Suworowo
Suworowo (bg: Суворово) – miasto i gmina w północno-wschodniej Bułgarii w obwodzie warneńskim - 34 kilometry na północny zachód od Warny, 56 kilometrów na południowy zachód od miejscowości Dobricz i 59 kilometrów na wschód od Szumen. Zamieszkuje je 5 017 osób (2008).
Suworowo - wcześniej znane pod nazwą Kozłudża - zostało tak nazwane na cześć generalissimusa Aleksandra Suworowa, który w pobliżu tej miejscowości 20 czerwca 1774 odniósł decydujące zwycięstwo w biwie wojny rosyjsko-tureckiej 1768–1774. W mieście znajduje się muzeum historyczne, cerkiew Wniebowstąpienia Pańskiego i meczet.